# Cinderford Town AFC
Cinderford Town AFC är en engelsk fotbollsklubb i Cinderford, grundad 1922. Hemmamatcherna spelas på The Causeway Ground. Klubbens smeknamn är The Foresters och The Town. Klubben spelar i Southern Football League Division One South.